# 井田千秋
井田 千秋（いだ ちあき）は、日本のイラストレーター、漫画家。女性。神奈川県在住。

## 来歴
2015年からイラストレーターとして活動を始める。書籍の挿絵・装画などを手掛け、近年は漫画制作も行っている。 著書に「わたしの塗り絵BOOK　憧れのお店屋さん」(日本ヴォーグ社)など。大人の塗り絵で人気を博す。2023年に自身初のコミック&イラスト集「家が好きな人」(実業之日本社)を発売。
児童書の担当作品に「ぼくのまつり縫い」シリーズ(偕成社)、 「へんくつさんのお茶会」(Gakken)、「魔女のマジョランさん」シリーズ(ポプラ社)など。
活動初期はコミティアに参加、同人誌制作を行っていた。アナログ画材を使用し、ペン画や水彩画を作成していたが、2018年頃よりフルデジタルに移行している。主な使用ツールはiPad proであり、使用ソフトはProcreate。 自主制作では、架空の部屋・生活シーン・家具を主なモチーフにしている。

## 作風
あたたかみのある色彩と緻密な描写が特徴。自主制作では、架空の部屋・生活シーン・家具を主なモチーフにしている。
こだわりは、線を丁寧に引くこと、たくさん描きこんでもうるさくならないようにすること。お部屋の絵を描く時は、人が暮らしている匂いのようなものがどこかに感じられるように意識している。

姉の影響でりぼん、なかよし、ちゃおなど少女漫画雑誌を読んで育つ。

「チム・チム・チェリー！」(あゆみゆい、講談社)の影響でクマを好きになり、しばしば作品に登場する。ほかに影響を受けた作家として、「赤毛のアンの手作り絵本」の挿絵作家、松浦英亜樹を挙げている。「部屋のこまごました描写、きれいな配色。生活に密着したものを表現する面白さが感じられる」と語っている。

ほか、影響を受けた作家として、杉浦さやか、ノーマン・ロックウェル、トーベ・ヤンソン、ディック・ブルーナ、エドマンド・デュラックが挙げられる。

## 作品リスト

### 塗り絵
- わたしの塗り絵BOOK 憧れのお店屋さん（2015年、日本ヴォーグ社）
- わたしの塗り絵BOOK 憧れのお部屋（2016年、日本ヴォーグ社）
- わたしの塗り絵POSTCARDBOOK 森の少女の物語（2017年、日本ヴォーグ社）
- 新装版 わたしの塗り絵POSTCARDBOOK 森の少女の物語（2020年、日本ヴォーグ社）

### コミック&イラスト集
- 家が好きな人（2023年、実業之日本社）

### 書籍未収録
- ごはんが楽しみ（『CREAコミック＆エッセイルーム』2024年8月9日[4] - 連載、文藝春秋） - エッセイ漫画[4]